# クラーク・テリー
クラーク・テリー（Clark Terry、1920年12月14日 - 2015年2月21日）は、アメリカ合衆国のジャズ・トランペットおよびフリューゲルホルン奏者。ジャズでのキャリアは60年以上を持つ。

## 来歴

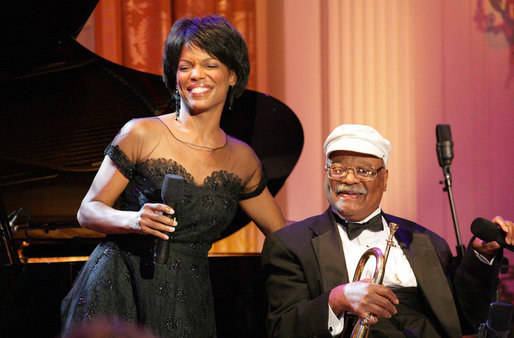
ニーナ・フリーロンとクラーク・テリー（右・2006年）

ミズーリ州セントルイスに生まれる。高校の時からプロ活動を始め、1940年代になると地元のクラブで演奏し、また第二次世界大戦中は海軍バンドと演奏した。
その後、チャーリー・バーネット（1947年）、カウント・ベイシー（1948年-1951年）、デューク・エリントン（1951年-1959年）、クインシー・ジョーンズ（1960年）の各バンドに在籍。この間の演奏スタイルは他のバンドリーダーはもちろん、マイルス・デイヴィスらにも影響を及ぼした。
その後、NBCに移り、初のアフリカ系アメリカ人スタッフ・ミュージシャンとなる。10年程、『ザ・トゥナイト・ショー』のレギュラーとして、ドック・セバーリンセン（トランペット）をトップとするトゥナイト・ショー・バンドに参加する。ここで彼の愛称「マンブルス（Mumbles）」が定着する。
この間にもジャズの演奏は続けており、J・J・ジョンソン（トロンボーン）やオスカー・ピーターソン（ピアノ）、ボブ・ブルックマイヤー（トロンボーン）らとのセッションも行っている。
1970年頃からはフリューゲルホルンに楽器を持ち変え、活動し始める。1970年に結成された「ビッグ・バッド・バンド (Big B-A-D Band)」では彼がリーダーとなって1980年代までツアーを行った。また同時期から1990年代までカーネギー・ホール、リンカーン・センターなどでも演奏し、ニューポート・ジャズ・フェスティバルにも出演している。
2000年以降、彼がホストするジャズ・フェスティバルを開催、ジャズ・キャンプも行い、後進の育成にも務めている。来日も数度しており、1986年には同じトランペット奏者であるジョン・ファディスと共にサントリーホワイトのテレビCMにも出演した。
他の共演者はセシル・ペイン、ホレス・シルヴァー、アート・ブレイキー、レイ・ブラウン、セロニアス・モンク等が挙げられる。
レーベルは、エマーシー、リバーサイド、アーゴ、キャンディド、カメオ、ムーズヴィル、20世紀フォックス、インパルス、メインストリーム、ヴァンガード、MPS、ポリドール、日本クラウン、エトワール、パブロ、フィリップス、エンヤ、チェスキー等に録音を残している。
晩年は自宅療養を続けていたが、2015年2月21日、家族によって死亡が公表された。94歳没。ただし死因は明らかにしていない。

## ディスコグラフィ

### リーダー・アルバム
- 『クラーク・テリー』 - Clark Terry (1955年、EmArcy)
- The Jazz School (1955年、Wing) ※with ジョー・ゴードン、ポール・ゴンザルヴェス
- 『セレナーデ・トゥ・ア・バス・シート』 - Serenade to a Bus Seat (1957年、Riverside)
- Duke with a Difference (1957年、Riverside)
- Out on a Limb with Clark Terry (1958年、Argo) ※1957年録音
- 『イン・オービット』 - In Orbit (1958年、Riverside) ※with セロニアス・モンク
- Top and Bottom Brass  (1959年、Riverside)
- 『フィーチャリング・ポール・ゴンザルヴェス』 - Clark Terry And His Orchestra - Featuring Paul Gonsalves  (1960年、Disques Decca)
- 『エヴリシングス・メロウ』 - Everything's Mellow (1961年、Prestige/Moodsville)
- 『カラー・チェンジズ』 - Color Changes (1961年、Candid) ※1960年録音
- 『プレイズ・ザ・ジャズ・ヴァージョン・オブ・オール・アメリカン』 - Clark Terry Plays the Jazz Version of All American (1962年、Moodsville)
- 『バック・イン・ビーンズ・バッグ』 - Back in Bean's Bag (1963年、Columbia) ※1962年録音 with コールマン・ホーキンス
- 『エディ・コスタ・メモリアル・コンサート』 - Eddie Costa: Memorial Concert (1963年、Colpix) ※コールマン・ホーキンス・セクステットとのスプリット盤
- Tread Ye Lightly (1964年、Cameo)
- What Makes Sammy Swing (1964年、20th Century Fox)
- 『ハッピー・ホーンズ』 - The Happy Horns of Clark Terry (1964年、Impulse!)
- 『パワー・オブ・スウィンギン』 - The Power of Positive Swinging (1965年、Mainstream) ※with ボブ・ブルックマイヤー
- 『トゥナイト』 - Tonight (1965年、Mainstream) ※1964年録音 with ボブ・ブルックマイヤー
- 『ジンジャーブレッド・メン』 - Gingerbread Men (1966年、Mainstream) ※with ボブ・ブルックマイヤー
- 『マンブルス』 - Mumbles (1966年、Mainstream)
- Spanish Rice (1966年、Impulse!) ※with チコ・オファリル
- 『イッツ・ホワッツ・ハプニング』 - It's What's Happenin' (1967年、Impulse!)
- Soul Duo (1967年、Impulse!) ※with シャーリー・スコット
- At the Montreux Jazz Festival (1970年、Polydor) ※1969年録音
- In Concert: Live (1973年、Etoile)
- Previously Unreleased Recordings (1974年、Verve) ※with ボブ・ブルックマイヤー
- 『クラーク・テリー&ビッグ・バッド・バンド』 - Clark Terry's Big B-A-D Band Live at the Wichita Jazz Festival (1975年、Vanguard)
- 『オスカー・ピーターソン&クラーク・テリー』 - Oscar Peterson and Clark Terry (1975年、Pablo) ※with オスカー・ピーターソン
- 『クラーク・テリー&ヒズ・ジョリー・ジャイアンツ』 - Clark Terry And His Jolly Giants (1975年、Vanguard)
- Wham/Live at the Jazz House (1976年、MPS)
- Professor Jive (1976年、Inner City)
- The Globetrotter (1977年、Vanguard)
- 『クラーク・テリー・ライヴ・アット・木馬』 - Live At 木馬 (1977年、Crown) ※1976年ライブ録音
- Clark After Dark: The Ballad Artistry of Clark Terry (1978年、MPS)
- Out Of Nowhere (1978年、Bingow) ※『酒とバラの日々』 - Days And Wine And Rosesとして1998年に増補版再発
- 『エイント・ミスビヘイヴィン』 - Ain't Misbehavin' (1979年、Pablo)
- Mother! Mother! (1980年、Pablo) ※1979年録音 with ズート・シムズ
- 『メモリーズ・オブ・デューク』 - Memories of Duke (1980年、Pablo)
- 『スウィンギン・ザ・ブルース』 - Yes, the Blues (1981年、Pablo)
- 『トゥ・デューク・アンド・ベイシー』 - To Duke and Basie (1986年、Enja) ※with レッド・ミッチェル
- 『テイク・ダブル』 - Take Double (1986年、Philips) ※with ジョン・ファディス
- Live 1964 (1987年、Emerald) ※1964年ライブ録音
- 『ポートレイツ〜トリビュート・トゥ・グレート・トランペット』 - Portraits (1989年、Chesky)
- Squeeze Me (1989年、Chiaroscuro)
- Having Fun (1990年、Delos)
- 『ジャイヴ・アット・ファイヴ』 - Jive At Five (1990年、Enja) ※1988年録音 with レッド・ミッチェル
- 『ライヴ・アット・ザ・ヴィレッジ・ゲイト』 - Live at the Village Gate (1991年、Chesky)
- Music in the Garden (1993年、Jazz Heritage)
- What a Wonderful World (1993年、Red Baron)
- Marian McPartland's Piano Jazz with Guest Clark Terry (1994年、Jazz Alliance)
- Mellow Moods (1994年、Prestige)
- 『シェイズ・オブ・ブルース』 - Shades Of Blues (1994年、Challenge Jazz) ※with アル・グレイ
- Big Band Basie (1995年、Reference) ※with フランク・ウェス
- The Second Set: Recorded Live at the Village Gate (1995年、Chesky)
- Clark Terry with Peewee Claybrook and Swing Fever (1995年、D'Note)
- Live in Chicago Vol. 1 (1995年、Monad)
- Live in Chicago Vol. 2 (1995年、Monad)
- Top and Bottom (1995年、Chiaroscuro)
- Clark Terry Express (1996年、Reference)
- The Songs Ella and Louis Sang (1997年、Concord Jazz) ※with キャロル・スローン
- 『ワン・オン・ワン』 - One on One (2000年、Chesky)
- The Hymn (2001年、Candid) ※1993年ライブ録音
- Live in Concert (2001年、Image)
- 『フレンドシップ』 - Friendship with Max Roach (2002年、Columbia) ※with マックス・ローチ
- Live on QE2 (2002年、Chiaroscuro)
- George Gershwin's Porgy and Bess (2004年、Americana)
- Live at Marihans (2005年、Chiaroscuro)
- Louie and Clark Expedition 2 (2008年、Percussion Power) ※with ルイ・ベルソン
- Carnegie Blues: The Music of Duke Ellington (2015年、Squatty Roo)